# MTAB IORE
De IORE van het Bombardier type TRAXX H 80 AC is een elektrische locomotief bestaande uit twee delen met in elk deel een stuurstand. Deze locomotieven worden door de Malmtrafikk (MTAB) / (MTAS) gebruikt voor het vervoer van ijzererts (Engels: iron ore).

## Geschiedenis
In de jaren 1990 gaf de Deutsche Bundesbahn aan de industrie opdracht voor de ontwikkeling van nieuwe locomotieven ter vervanging van oudere locomotieven van het type 103, 151, 111, 181.2 en 120. Hierop presenteerde AEG Hennigsdorf in 1994 het Prototypen 12X die later in een vereenvoudigde vorm als 145 door ADtranz te Kassel werd gebouwd. Het type was ontworpen om andere stroomsystemen en beveiligingssystemen te faciliteren en al snel werden andere varianten gebouwd voor andere stroomsystemen.
De IORE-locomotieven werden door ADtranz uit dit type ontwikkeld en gebouwd ter vervanging van oudere locomotieven van het type Dm, Dm 3 en El 15. Later werden deze locomotieven ook door Bombardier te Kassel gebouwd. In tegenstelling tot de standaard TRAXX-locomotieven heeft dit type drieassige draaistellen. Elke eenheid heeft ook slechts één volwaardige stuurstand. De delen kunnen apart functioneren, maar worden in praktijk altijd in koppels gebruikt.

## Constructie en techniek
De ruwbouw van de locomotiefkasten vindt sinds 2008 plaats in werkplaats Wrocław en de eindmontage in werkplaats Kassel. De locomotieven worden naar de klant gereden op tijdelijke draaistellen, met de echte draaistellen en de ballast op aparte wagons om de maximum aslast van de route niet te overschrijden. Initieel was de maximale aslast op het traject waarop de locomotieven gebruikt worden, nog 25 ton. In de planfase was al opgenomen dat de lijn zou worden aangepast om grotere aslasten toe te staan en de locomotieven konden met ballast worden verzwaard tot een aslast van 30 ton om de adhesie te verbeteren. Tegelijkertijd werden ook nieuwe wagons besteld met deze grote aslast die per wagon een evenredig grotere hoeveelheid ijzererts konden vervoeren.
Op 28 april 2011 werd bekend dat LKAB nog eens vier dubbellocomotieven gaat bestellen door het afsluiten van een aantal grote leveringscontracten voor ijzererts. Deze locomotieven worden tussen mei 2013 en maart 2014 geleverd en zullen waarschijnlijk leiden tot de definitieve afvoer van de Dm3-locomotieven die nu nog in gebruik zijn.
De locomotief heeft een stalen frame. De tractie-installatie is uitgerust met draaistroom en heeft driefasige asynchrone motoren in de draaistellen. Iedere motor drijft een as aan. De locomotief heeft één stuurstand, maar is gewoonlijk gekoppeld aan een soortgenoot met een stuurstand in de andere richting. Ze zijn geschikt om te rijden als losse locomotief, maar dit gebeurt zelden. De locomotieven zijn voorzien van de – voornamelijk in voormalige Sovjetlanden gebruikelijke – automatische koppelingen van het type SA3 (en)  die geschikt zijn voor gebruik bij lage temperaturen en bij zeer grote trekkrachten.

### Nummers en namen
De locomotieven werden in drie series besteld met de volgende namen:
| Lijst van namen |             |           |               |           |            |
| 1e serie:       |             | 2e serie: |               | 3e serie: |            |
| 101             | Polcirkeln  | 119       | Koskullskulle | 127       | Bjørnfjell |
| 102             | Malmberget  | 120       | Kaisepakte    | 128       | Krokvik    |
| 103             | Luleå       | 121       | Rombak        | 129       | Nattavaara |
| 104             | Gällivare   | 122       | Råtsi         | 130       | Mertainen  |
| 105             | Narvik      | 123       | Riksgränsen   | 131       | Straumsnes |
| 106             | Kiruna      | 124       | Kaitum        | 132       | Rensjön    |
| 107             | Svappavaara | 125       | Sjisjka       | 133       | Kopparåsen |
| 108             | Torneträsk  | 126       | Sandskär      | 134       | Notviken   |
| 109             | Abisko      |           |               |           |            |
| 110             | Björkliden  |           |               |           |            |
| 111             | Katterat    |           |               |           |            |
| 112             | Vassijaure  |           |               |           |            |
| 113             | Bergfors    |           |               |           |            |
| 114             | Rautas      |           |               |           |            |
| 115             | Stenbacken  |           |               |           |            |
| 116             | Stordalen   |           |               |           |            |
| 117             | Boden       |           |               |           |            |
| 118             | Murjek      |           |               |           |            |

## Treindiensten
De locomotieven worden door de Malmtrafikk (MTAB) / (MTAS) ingezet voor het vervoer van ijzererts (Engels: iron ore) van Kiruna en Gällivare/Malmberget over de spoorlijn naar de havens in Narvik in Noorwegen en Luleå in Zweden en de hoogoven in Luleå.